# 1+1 Media

Logotypen för 1+1 Media.

1+1 Media är en ukrainsk mediegrupp som ingår i Privat-gruppen.
Mediegruppen 1+1 Media tillhör oligarken Ihor Kolomojskyj, en av Ukrainas rikaste personer och en av finansiärerna för Azovbataljonen.

## TV kanaler
- 1+1
- 2+2
- 1+1 International
- TET
- PlusPlus
- Ukraine Today